# Bezirk Aubonne
Der Bezirk Aubonne (französisch District d’Aubonne) war bis zum 31. August 2006 eine Verwaltungseinheit im Kanton Waadt in der Schweiz. Hauptort war Aubonne. Der Bezirk war in die drei Kreise (französisch cercles) Ballens, Aubonne und Gimel aufgeteilt.
Der Bezirk bestand aus 17 Gemeinden, war 153,33 km² gross und zählte 11'882 Einwohner (Ende 2006).
| Name der Gemeinde   | Einwohner (31. Dez. 2006) | Fläche in km² | Einw. pro km² | Kreis (Cercle) |
| ------------------- | ------------------------- | ------------- | ------------- | -------------- |
| Aubonne             | 2'668                     | 6,88          | 388           | Aubonne        |
| Bougy-Villars       | 434                       | 1,77          | 245           | Aubonne        |
| Féchy               | 690                       | 2,70          | 256           | Aubonne        |
| Saint-Livres        | 566                       | 8,12          | 70            | Aubonne        |
| Apples              | 1'177                     | 12,88         | 91            | Ballens        |
| Ballens             | 414                       | 8,45          | 49            | Ballens        |
| Berolle             | 237                       | 9,61          | 25            | Ballens        |
| Bière               | 1'401                     | 25,06         | 56            | Ballens        |
| Mollens (VD)        | 287                       | 10,99         | 26            | Ballens        |
| Gimel               | 1'485                     | 18,88         | 79            | Gimel          |
| Longirod            | 380                       | 9,45          | 40            | Gimel          |
| Marchissy           | 376                       | 11,98         | 31            | Gimel          |
| Montherod           | 457                       | 4,96          | 92            | Gimel          |
| Pizy                | 71                        | 2,51          | 28            | Gimel          |
| Saint-George        | 793                       | 12,32         | 64            | Gimel          |
| Saint-Oyens         | 286                       | 3,06          | 93            | Gimel          |
| Saubraz             | 278                       | 3,71          | 75            | Gimel          |
| Bezirk Aubonne (17) | 11'882                    | 153,33        | 77            | (3)            |

## Veränderungen im Gemeindebestand

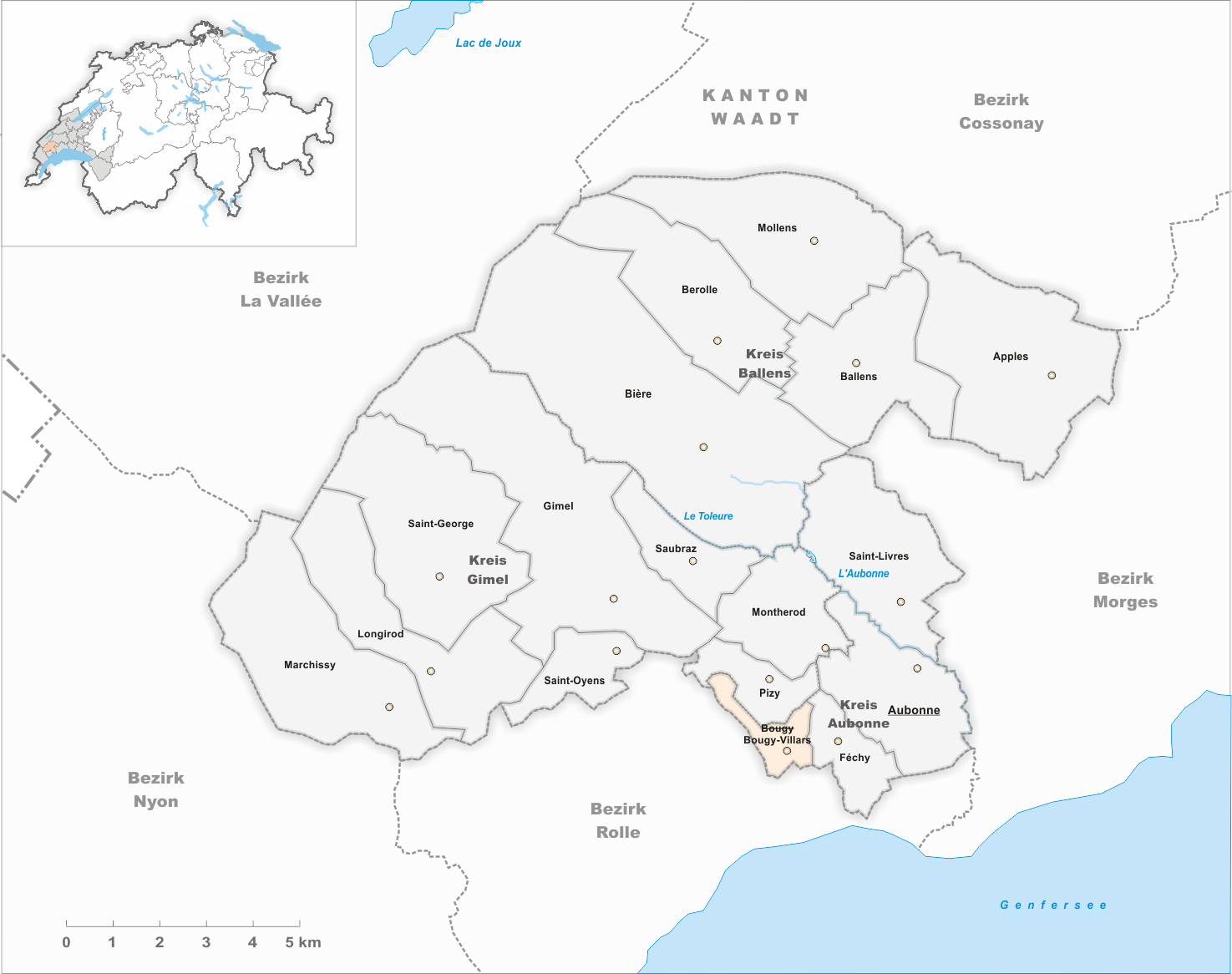
Gemeinden bis 1952
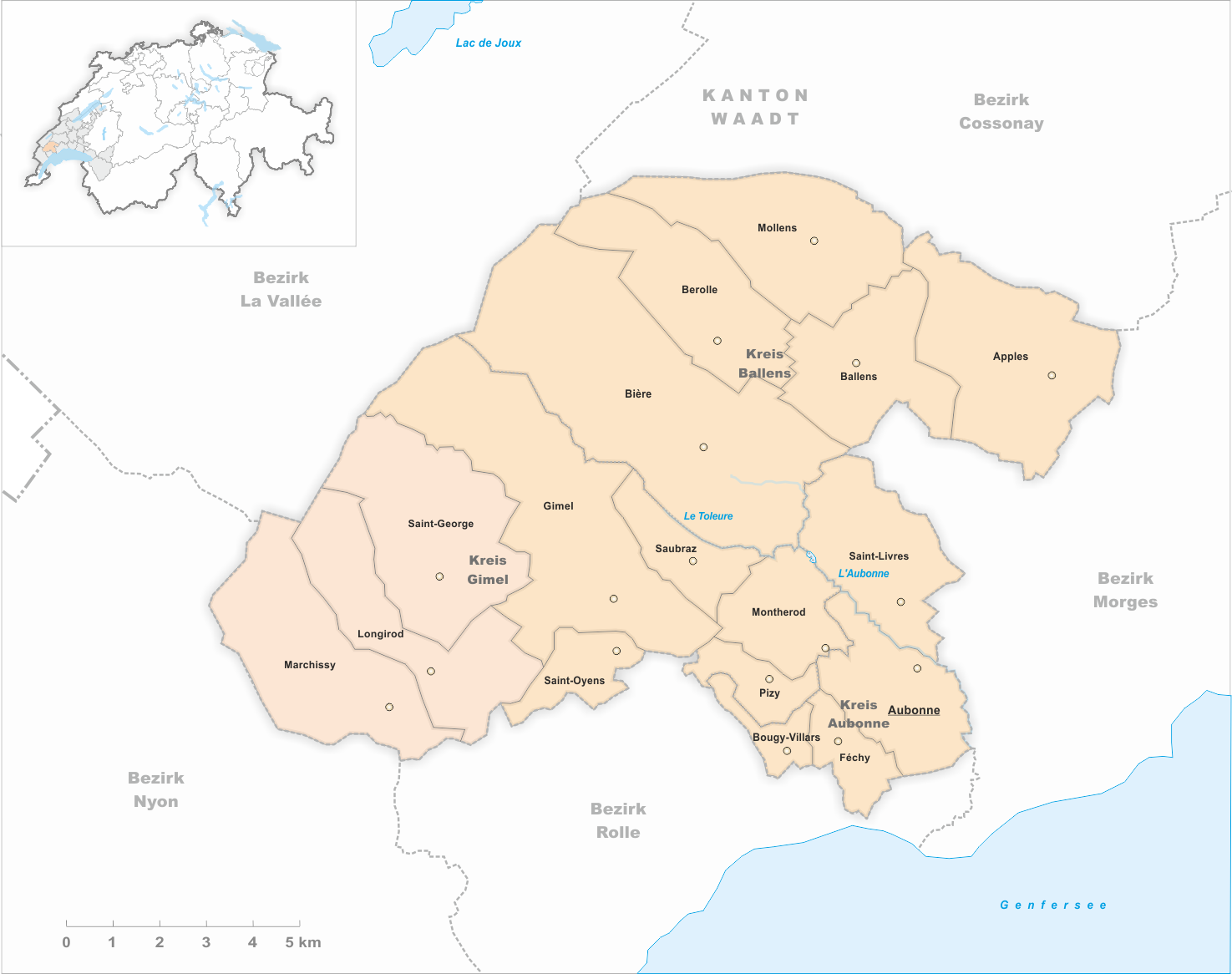
Gemeinden bis 2006

- 1. Januar 1953: Namensänderung von Bougy → Bougy-Villars
- 1. September 2006: Bezirkswechsel der Gemeinden Longirod, Marchissy und Saint-George vom Bezirk Aubonne → Bezirk Nyon
- 1. September 2006: Bezirkswechsel aller restlichen Gemeinden des Bezirks Aubonne → Bezirk Morges